# Área metropolitana de Lansing-East Lansing
El área metropolitana de Lansing-East Lansing o Área Estadística Metropolitana de Lansing-East Lansing, MI MSA como la denomina oficialmente la Oficina de Administración y Presupuesto, es un Área Estadística Metropolitana centrada en la ciudad de Lansing, capital del estado estadounidense de Míchigan. El área metropolitana tiene una población de 464.036 habitantes según el Censo de 2010, convirtiéndola en la 108.º área metropolitana más poblada de los Estados Unidos.

## Composición
Los 4 condados que componen el área metropolitana y su población según los resultados del censo 2010:
- Eaton– 107.759 habitantes
- Clinton– 75.382 habitantes
- Ingham– 280.895 habitantes

## Principales comunidades del área metropolitana
Ciudades principales
- Lansing
- East Lansing

Otras comunidades con más de 25.000 habitantes
- Meridian Charter Township
- Delta Charter Township
- Delhi Charter Township